# Músculo gemelo inferior
El músculo gemelo inferior([TA]: musculus gemellus inferior) es el nombre de un músculo en los glúteos humanos, tanto masculino como femeninos. Junto con el gemelo superior, forman dos fascículos musculares angostos y accesorios del tendón del obturador interno, el cual procede justo entre los dos géminos hasta insertarse en el trocánter mayor del fémur.

## Trayecto
El músculo gemelo inferior nace en la parte superior de la tuberosidad isquiática, justo por debajo de la inserción de algunos fascículos del tendón del obturador interno. Luego gira hacia la parte inferior del tendón del obturador interno, por la cara interna de la epífisis del fémur, hasta insertarse junto con ese músculo. En raras ocasiones el músculo puede estar ausente en el nacimiento.

## Irrigación e inervación
La inervación del gemelo inferior la provee ramas del nervio cuadrado femoral provenientes de L5 - S1. El gemelo inferior es irrigada por la arteria glútea inferior o arteria ciática, la rama más voluminosa de las dos terminaciones del tronco anterior de la arteria ilíaca interna.

## Acciones
La contracción del gemelo inferior estabiliza la articulación coxofemoral y produce la aducción de la cadera o articulación coxofemoral, es decir, aproxima el miembro inferior hacia la línea media del cuerpo. El gemelo inferior también causa la rotación externa o hacia afuera del miembro inferior.